# Більський повіт (Гродненська губернія)
Більський повіт (пол. Powiat bielski, біл. Бельскі павет) — історична адміністративно-територіальна одиниця Білостоцької області та Гродненської губернії Російської імперії з центром у місті Більськ. Значну частку населення становили українці.
Повіт було створено 1808 року у складі Білостоцької області. 1843 року з ліквідацією області повіт підпорядковано Гродненській губернії.
У 1921 році під владою Другої Речі Посполитої територія повіту опинилась у Білостоцькому воєводстві з майже повною зміною внутрішнього адміністративно-територіального устрою.

## Адміністративний поділ
На 1913 рік повіт поділявся на 15 волостей:
- Городиська
- Дубажинська;
- Кленицька;
- Лосинська;
- Малешівська;
- Наройська;
- Новоберезовська;
- Олександрівська;
- Олексинська;
- Орлянська;
- Павлівська;
- Пасинківська;
- Райська;
- Семятицька;
- Шкурецька.

## Населення
Ей, там в ліесу на бору, там збіралісь галонькі,

Гдесь там соколік ся взяв

Всіє галонькі розогнав, найчоршейшу собіе взяв.

Ой, просілась галонька к тим галонькам чорненькім:

Випусті мене соколе к тим галонькам міленькім.

Потуом мене не приймут, мніе гніздочка не увіют,

Моїх діеток не приймут.

Ей, там в гуліці на грудку

Там збіраліся дівонькі

Де ж там бив ти Григорку

Де зийшліся міленькі?

Порвав одну чорнобрив

І так їей он говорив:

Я тебе дівонько не пущу

Покуоль коску не розпущу.

А она ся зажурила

І так ему говорила:

Мене дівонькі не приймут,

Мніе правдонькі не скажут,

Мніе віночка не увіют,

Мене в танок не возьмут.
Русинська пісня з Більського повіту, 1848 рік
За статтею Йосипа Ярошевича 1848 року в повіті проживало понад 104 тис. осіб, діяло 35 руських парафій і 24 польські. У містах населення складали представники різної національності — русини, росіяни, поляки, «мінці», євреї, тоді як сільські поселення ділилися на етнічно русинські та польські (мазурські). Розмежування проходило приблизно по середині повіту, в напрямку від південно-західної до північно-східної його межі, з взаємними вкрапленнями поселень обох національностей. Як зазначав автор статті, мова русинів повіту мало відрізнялася від «прозодії мови волинської» й посідала проміжне місце між мовою пинських полішуків і берестян, хоча й не мала «волинського наголосу, який чується у тамтих».
У 1879 році в повіті проживав 122 041 мешканець, з них: 60 тис. — православних (до 1875 р. — греко-католики), 49 753 — римокатоликів, 11 616 — юдеїв, 249 — євангелістів.
За працею російського військового статистика Олександра Ріттіха «Племенной состав контингентов русской армии и мужского населения Европейской России» 1875 року серед чоловіків призовного віку повіту частка українців становила 63 %, мазурів — 27,2 %, євреїв — 9 %, німців — 0,4 %, татар — 0,03 %.
За переписом 1897 року чисельність населення становила 164 441 особа, з них у повітовому місті Більськ — 7464 особи, заштатному Брянську — 4087 осіб. Розподіл населення за рідною мовою згідно з переписом 1897 року:
| Мова       | Осіб    | Відсоток |
| ---------- | ------- | -------- |
| українська | 64 256  | 39,1 %   |
| польська   | 57 331  | 34,9 %   |
| єврейська  | 24 486  | 14,9 %   |
| російська  | 9 758   | 5,9 %    |
| білоруська | 8 068   | 4,9 %    |
| німецька   | 397     | 0,2 %    |
| інші       | 145     | 0,1 %    |
| Разом      | 164 441 | 100 %    |